# Henry Ford
För andra betydelser, se Henry Ford (olika betydelser).
Henry Ford, född 30 juli 1863 i Greenfield Township, Wayne County, Michigan, död 7 april 1947 på sin gård Fair Lane i Dearborn, Michigan, var en amerikansk biltillverkare och industriman, verkställande direktör för Ford Motor Company 1903–1919 och 1943–1945. Han skapade Ford Motor Company och var bland dem som började utnyttja löpandebandprincipen inom verkstadsindustrin.

## Biografi

### Tidigt liv
Henry Ford föddes nära Detroit. Henrys far William hade utvandrat från Irland och när Henry föddes ägde William en liten bondgård. Modern Mary var av tysk härkomst. Den unge Henry hade ingen lust att arbeta hemma på gården, då han tyckte arbetsinsatsen var alldeles för stor i förhållande till resultatet. Vid sjutton års ålder blev han istället lärling på en mekanisk verkstad och senare hos Drydock Engine Works i Detroit. Han närde då en idé om att börja tillverka klockor, men blev 1882, blott 19 år gammal, representant för Westinghouse Company i Schenectady. Hans arbete där var att reparera ånglokomobiler, vilka mest användes i lantbruket. 1885 fick man på en verkstad i Detroit in en skadad ottomotor som ingen kunde reparera. Henry Ford från Westinghouse kallades som montör in och lyckades få igång motorn. 
Det var hans första kontakt med gasmotorn. Han blev fascinerad av den, och började på fritiden bygga en modellmotor enligt samma principer. Det dröjde några år innan själva motorn var färdig, eftersom kärleken kom emellan. 1888 gifte sig Henry med farmardottern Clara Bryant från Greenfield Township, Michigan. De fick sonen Edsel Ford 1893. William Ford, som ogillade sonens tekniska ambitioner, erbjöd paret ett större skogsområde under förutsättning att Henry lämnade sina maskiner och återvände hem. Eftersom han knappt klarade att försörja sig och hustrun på lönen från Westinghouse Electric Corporation, accepterade han pappans erbjudande och åkte hem för att avverka skog. Han fällde sina egna träd, byggde en liten ånglokomobil och sågade träden till bräder. Av de första bräderna byggde han sitt eget hus. Efter två år var alla träd fällda och Henry antog väldigt tacksamt ett erbjudande att bli maskinist vid ett elektricitetsverk i Detroit. Han arbetade kortare perioder hos Detroit Dry Dock Company, Westinghouse Engine Company och Edison Illumination Company. Där mötte han också den berömde uppfinnaren Thomas Alva Edison, som kom att bli en nära vän till Ford.

### Pionjärtiden
Det var under hans tid hos Edisonbolaget, där han var chefsingenjör, som Henry byggde sin första bensindrivna bil - Ford Quadricycle. Bilen, som blev färdig i juni 1896 hade en liggande 2-cylindrig motor på fyra hästkrafter och många cykelkomponenter, fast en del av dessa ersattes efterhand. När han inte kunde förbättra den ytterligare, sålde han bilen för 200 dollar. Pengarna använde han till att bygga en andra bil, som var körklar våren 1898. Detta imponerade på en del välbärgade Detroitbor, inklusive stadens borgmästare William Maybury, som hjälpte honom att bilda ett eget bolag, Detroit Automobile Company. Enbart ett fordon färdigställdes och visades för pressen, fast andra experimentbilar också tillverkades. Demonstrationsbilen var en varubil som vägde 545 kg men den visade sig vara så bräcklig och svår att reparera att Ford aldrig lyckades att sälja den.
Detroit Automobile Company slogs igen i januari 1901, varefter Henry Ford ägnade sig åt att bygga racerbilar. En av dessa, den enorma Arrow med en 18,9 liters fyrcylindrig motor slog ett antal rekord, bland annat en engelsk mil med hastigheten 145 km/h på den frusna St Clairesjön i januari 1904 då Henry själv körde. Hans finansiärer var emellertid affärsmän snarare än idrottsmän, och eftersom de inte kunde se några vinstmöjligheter i racerbilar, hade de brutit samarbetet med Ford innan dess. 1902 omorganiserades Henry Ford Company till Cadillac Automobile Company, som producerade en bil som i grunden var en Fordkonstruktion, men med en ny motor tillverkad av Leland & Faulconer. Henry Ford hade konstruerat en ny bil, men var i behov av pengar för att kunna tillverka den. Henry M Leland gick in som finansiär men manövrerade ut Henry Ford och döpte bilen till Cadillac. Den första Cadillacen är alltså konstruerad av Henry Ford. Henry Ford fick emellertid sin revansch senare, när Henry M Lelands nya bil Lincoln behövde kapital för att sättas i tillverkning. Ford var då stadd vid kassa efter sina framgångar med T-Forden och köpte Lincoln med löfte om att Leland skulle få vara VD. Men efter en kort tid var Leland ute ur bilden och Lincoln ingår än idag i Ford Motor Company.
Han började också experimentella med traktorer under tidigt 1900-tal och släppte en prototyp kallad "Model B" i augusti 1915.

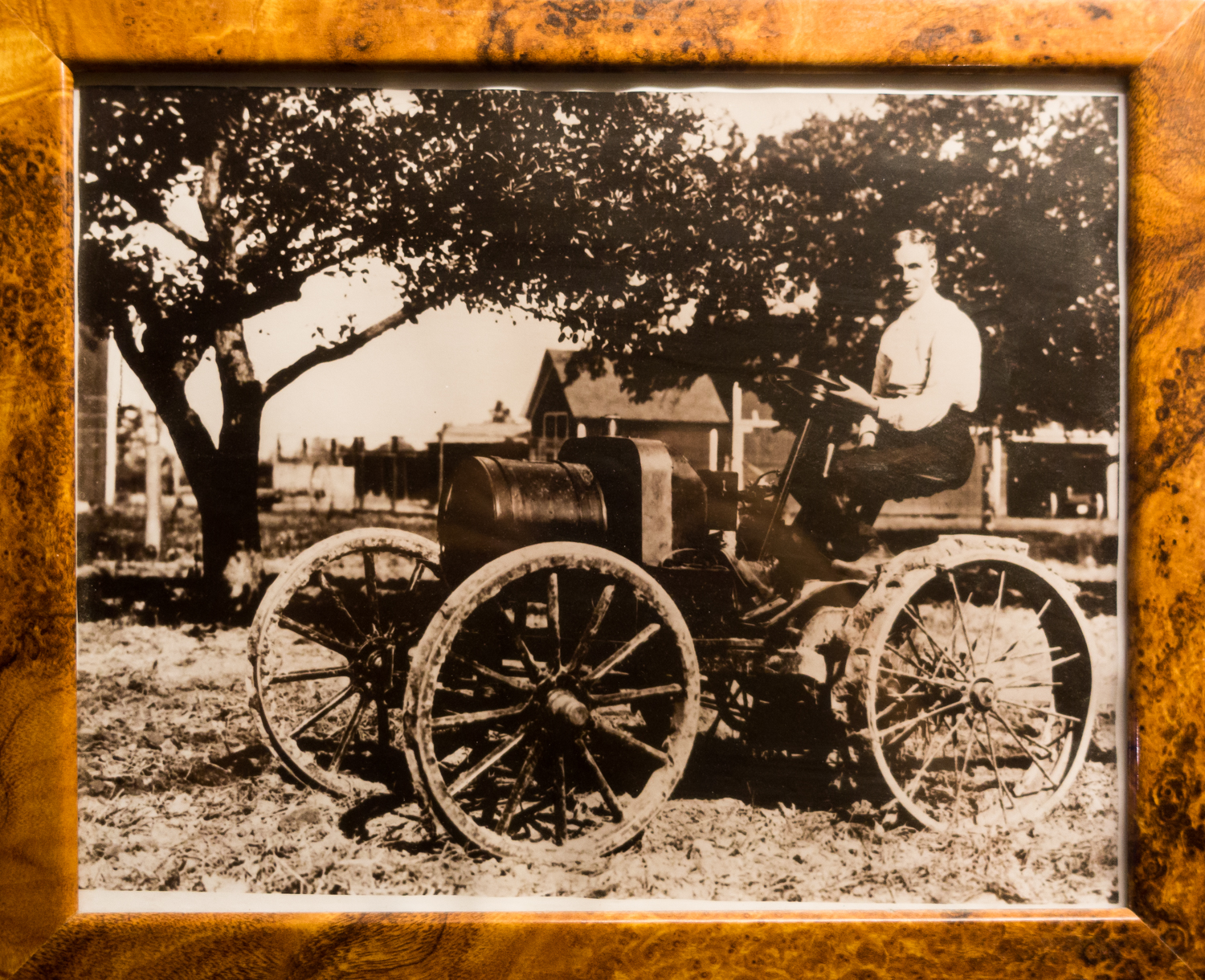
Henry Ford sitter på sin koncepttraktor, Fordson-traktorn från 1908.

### Industrimannen Henry Ford

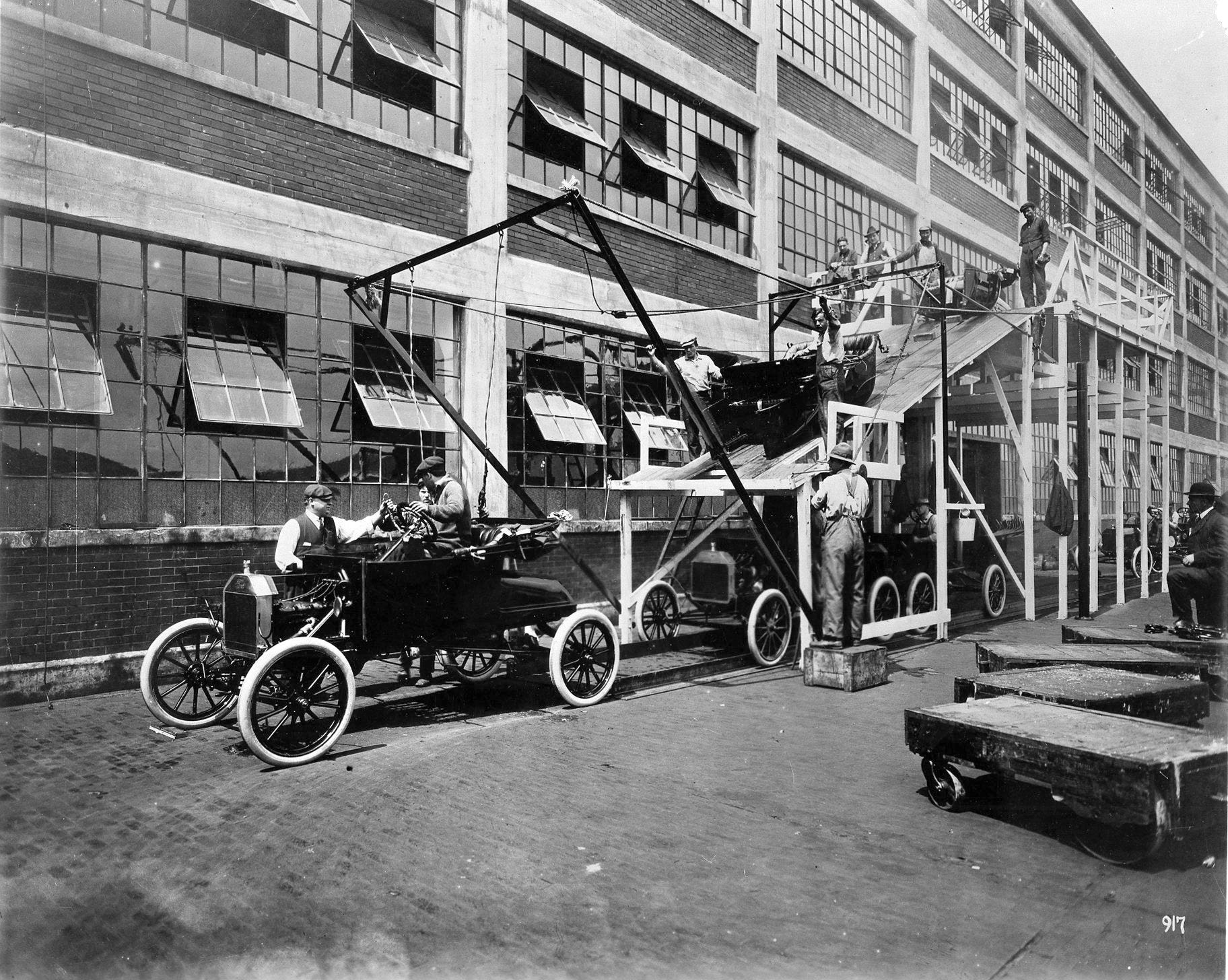
En T-Ford får karossen monterad vid sammansättningsbandet 1913

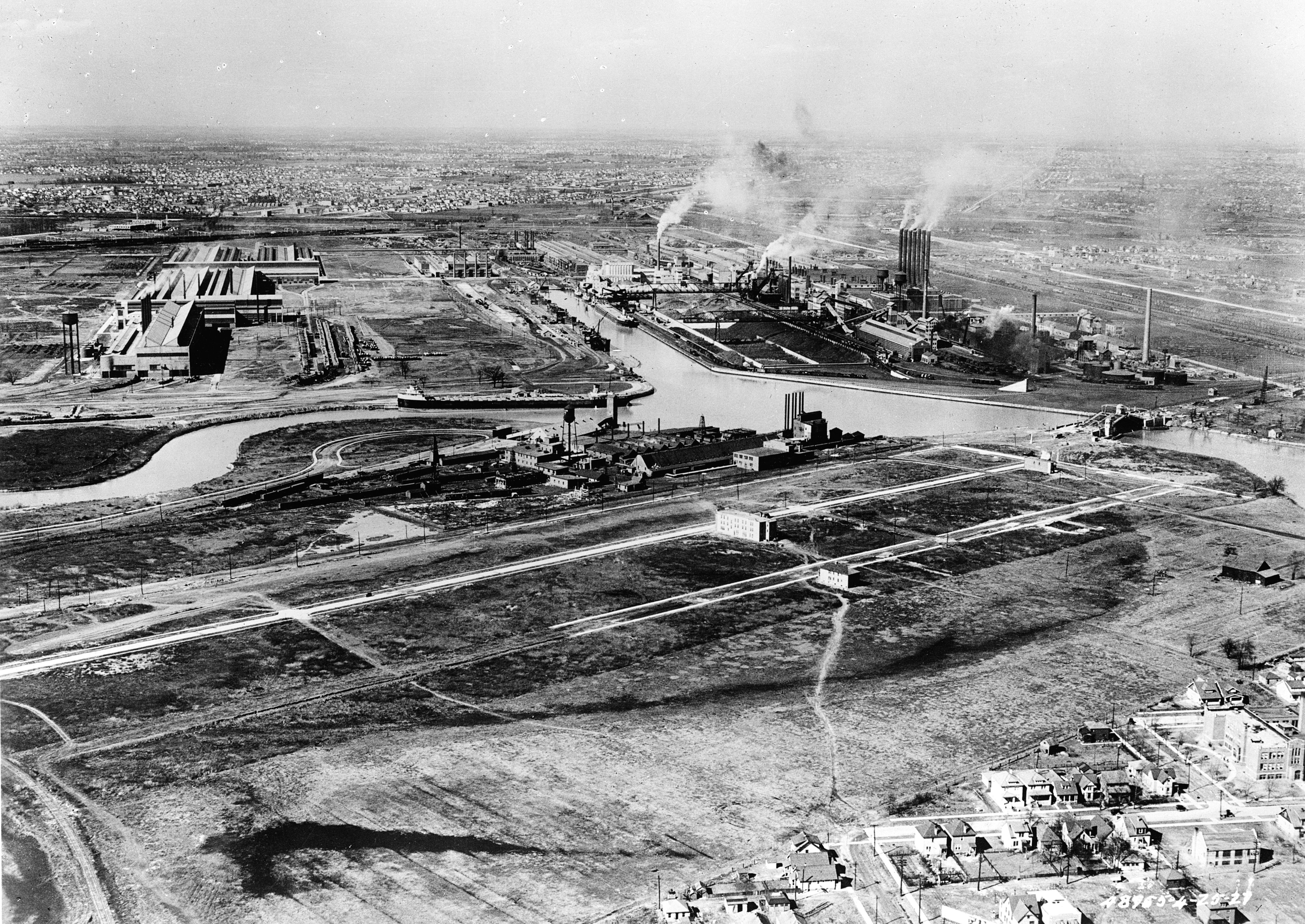
Fords fabrikkomplex i River Rouge utanför Detroit.

I oktober 1902 gjorde Henry Ford ett tredje försök att bilda bolag, som denna gång finansierades av den rike kolhandlaren Alexander Malcomson. Till att börja med kallades bolaget Ford & Malcomson, men det organiserades till Ford Motor Company i juni 1903, och det namnet bär företaget än i dag. Den här gången var Henry framgångsrik, och det nya bolaget sålde 1 708 bilar under de första femton månaderna. Redan i april 1905 producerade en arbetsstyrka på 300 personer 25 bilar per dag, och produktionen expanderade regelbundet därefter. 1906 tillverkade Ford fler bilar än någon annan tillverkare, en position man skulle komma att hålla under de följande tjugo åren.

### Fordismen
Ford utvecklade en helt ny industriell produktionsteknik - fordismen. Grundidén var massproduktion enligt löpandebandprincipen av en bil i standardmodell och standardfärg (svart). Den svarta färgen var japansk och den enda som torkade tillräckligt snabbt för det löpande bandet. Bilen kunde genom ett lågt pris säljas till den breda allmänheten. Fordmodellerna uppkallades i bokstavsordning (A-Ford, B-Ford, osv). Den största succén inleddes i oktober 1908 i och med introduktionen av T-Forden. Masstillverkning på löpande band började 1913. Det finns ingen annan bilmodell som haft så stor betydelse för bilismens spridning. Fordismen - det nya industriella arbetssättet - var nyckeln till bilens stora framgång. T-Forden skulle mellan åren 1908 till 1927 tillverkas i totalt 15 miljoner exemplar, utan några väsentliga ändringar i den tekniska nivån och alla i standardfärgen svart. Detta skulle bli en tillverkningsserie av samma bilmodell som än idag bara slagits av Volkswagen Typ 1. På företagets enorma fabriksområde, Ford Rouge Plant i Dearborn, Michigan, där samtliga komponenter till bilarna tillverkades och monterades från råvara till färdig bil, arbetade 1930 totalt 81 000 personer på ett fabriksområde som hade en effektiv golvyta på nära 65 ha (650 000 m²).
Att arbeta enligt fordismen innebär att stå vid löpande band i fabriken, där standardiserade delar monterades ihop under hög arbetstakt. Specialiseringen kring olika arbetsmoment bland personalen var långt driven, och detta ökade produktiviteten radikalt. En T-Ford lämnade sammansättningsbandet var 24:e sekund, vilket medförde att priset sjönk. År 1908 kostade bilen 950 dollar, men 1927 hade priset sjunkit till 290 dollar. Henry Fords framgångsrika koncept har sedan dess spridit idén om massproduktion vid löpande band till många andra industriella områden i världen. Att arbeta vid löpande band var givetvis monotont, men vinsterna lät å andra sidan inte heller vänta på sig för de anställda. Genom den effektiva produktionsmetoden kunde industriarbetarlönen höjas till det dubbla, arbetstiden förkortas samt treskift införas. 
De tidigare bilarna hade gjort Ford till en välbärgad man, men i och med Model T blev han mångmiljonär. 1919 köpte han ut de andra aktieägarna i bolaget för 105 820 894 dollar, och detta representerade enbart 41,5% av aktierna. Några få år senare blev han erbjuden en miljard dollar för bolagets samtliga aktier, ett erbjudande han tackade nej till.

### Ford och löpande bandet
Både Henry Ford och Ransom E. Olds brukar kallas för "det löpande bandets uppfinnare", även om det löpande bandet (liksom vad gäller de flesta uppfinningar) egentligen var resultatet av en stor mängd innovationer och stegvisa förbättringar. Ett exempel på en förutsättning för det löpande bandet är användandet av standardiserade delar i produktionen, där samma del kan användas i flera olika produkter (en uppfattning som också ibland felaktigt tillskrivs Ford). Fords första löpande band i modern bemärkelse (med maskindrivna transportband) togs i bruk i början av april 1913, efter flera års empiriska studier och utprovningar. Idén testades först med delkomponenter, och kort därefter på hela chassin. Även om det inte är korrekt att påstå att Henry Ford på egen hand "uppfann" det löpande bandet, kan man däremot säga att hans användande av det spelade en viktig roll för tillverkningsmetodens framgångar under resten av 1900-talet.

### Projekt och innovationer
I den planerade industristaden Fordlândia som byggdes 1928 i Amazonas regnskog ville Ford säkerställa en billig källa för odlad kautschuk till bilföretagets behov av bildäck. Projektet mynnade dock ut i ett stort misslyckande.
En annan viktig milstolpe är att Ford producerade den första V8-motorn i masstillverkning. Det var år 1932. Ford fick då ett övertag gentemot Chevrolet som endast fanns med 6-cylindriga motorer. 
Bilmärket Dodge skulle sannolikt inte finnas idag utan Fords "hjälp". Bröderna John och Horace Dodge tjänade pengar på att tillverka bakaxlar och växellådor åt Ford. De användes senare för att starta egen personbilstillverkning. Dodge blev senare uppköpta av Walter P. Chrysler.

### Miljardären Henry Ford

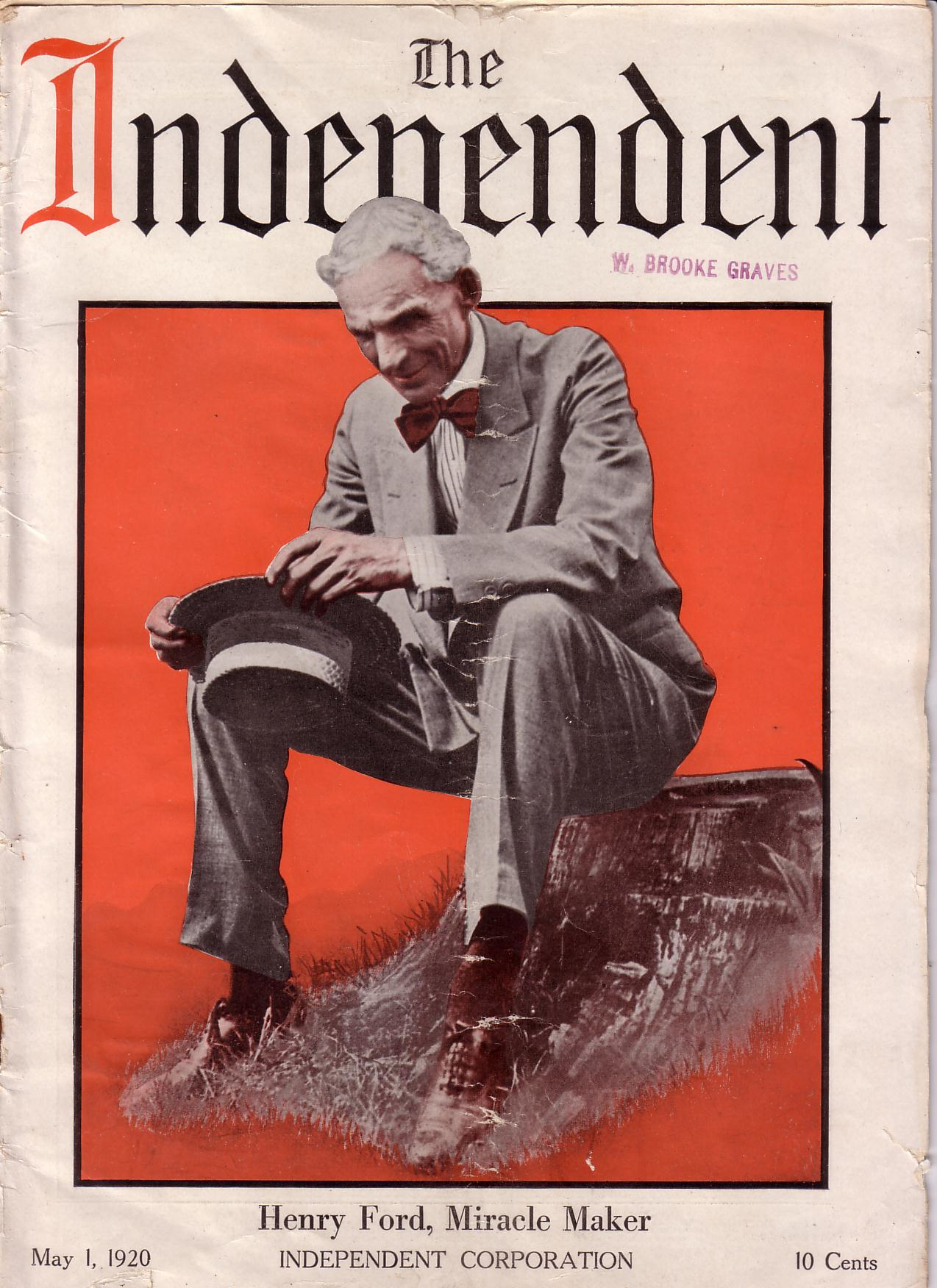
Henry Ford på omslaget till The Dearborn Independent

Ford använde sin stora förmögenhet på en mängd olika sätt; det mest anmärkningsvärda var fredsfartyget i vilket han och en grupp kompanjoner 1915 åkte till Europa för att försöka övertala de stridande makterna att avbryta kriget. Fartyget som fick namnet S/S Oscar II efter den fredsälskande svenske kungen, kom inte längre än till Oslo där Ford blev sjuk och snabbt fick återvända till Amerika. Mer berömvärt var etablerandet av Greenfield Village i Dearborn, ett omfattande museum som var ägnat åt den amerikanska livsstilen, särskilt om livet på bondgårdar och i byar på landet. Byggandet av Greenfield Village, som påbörjades 1927, blev ett av Henry Fords viktigaste intressen under hans senare år, även om han inte gav upp intresset för sitt bolag. Även om hans ende son Edsel blev den nominelle verkställande direktören 1918 fortsatte Henry att fatta de avgörande besluten nära nog ända till sin död den 7 april 1947. Det var elavbrott i hans hem den kvällen, så Henry Ford, med levnadstecknaren Robert Laceys ord lämnade detta jordeliv "upplyst av stearinljus och uppvärmd av en stockvedsbrasa, precis som när han kom till världen." Henry Fords sista bilfärd blev i en Packard likbil.
Henry Ford fick ett världsrykte som en mycket humanitär arbetsgivare. Men sanningen var också att han styrde sitt företag auktoritärt, kontrollerade sina anställdas privatliv och moraliska värderingar, samt var en stark motståndare till fackföreningar. Angivare och företagspoliser användes för att motarbeta organisering bland arbetarna. Först på 1940-talet tilläts arbetarna bilda en fackförening, United Automobile Workers (UAW), efter flera års kamp. Han var en sammansatt personlighet - under första världskriget en aktiv pacifist, men efter kriget framträdde även sympatier för fascismen och nazismen. Ford beundrade Adolf Hitler, och gav honom 50 000 tyska riksmark i födelsedagspresent i ett antal år under 1930-talet. Under samma period gav han hela vinsten från Fords tyska verksamhet till det nationalsocialistiska partiet.
Henry Ford bildade en stiftelse som har gjort det möjligt att behålla företaget inom familjen. Annars är det vanligt att företag splittras genom arv och dylikt, men makten har stannat inom familjen Ford genom åren. Henry Fords son Edsel Ford fick namnge en bil som kort och gott hette Edsel. Den kallas ibland felaktigt för Ford Edsel, vilket skulle kunna jämföras med att kalla en Mercury eller Lincoln för Ford. Dessa ingår i Ford Motor Company, men är egna bilmärken.
Henry Ford blev invald i International Motorsports Hall of Fame 1993.

## Sidointressen
Henry Ford hade hela livet ett stort intresse för sojabönor. Utöver metalliska material, intresserade han sig även tidigt för plastmaterial framställda av sojabönor och sökte tillsammans med George Washington Carver utveckla dess egenskaper. 1942 patenterade Ford en bil med karossen byggd i plast, men det blev ingen serietillverkning. Ford tillverkade 1942 en bil med kaross av plast från sojabönor. När journalisterna kom för att titta på bilen gick han lös på den med yxa för att visa hur hållbar den var.
Vissa detaljer i T-Forden var tillverkade av majsolja, en sorts plast. Henry Ford trodde mycket på idén om plast i bilar och köpte in stora arealer mark för att kunna odla egen majs och göra majsolja. Det hela skedde i samarbete med en vän, John Harvey Kellogg (uppfinnaren av cornflakes). Det blev inte någon stor framgång med plast i bilar på den tiden, men det visar att Ford var framsynt, då mängden plast i bilar sen dess har ökat betydligt.
Henry Ford var en av pionjärerna inom framställning av grillbriketter. T-Forden behövde mängder av trä till kaross, golv och ekrar, så Ford fick massor av spillvirke över. Följaktligen startade han företaget Kingsford tillsammans med sin svåger Edvard Hallqvist för grillbrikettillverkning.
Thomas Edison var tidigt en idol för Henry Ford. De blev senare vänner och köpte semesterhus i Fort Myers, Florida bredvid varandra. När Edison låg på sin dödsbädd, bad Ford Edisons son att fånga Edisons sista andetag i ett provrör.
Henry Ford trodde på reinkarnation och på att hans senaste liv varit som soldat i amerikanska inbördeskriget, dödad under slaget vid Gettysburg tidigare samma julimånad 1863 han föddes till detta liv. Ford intervjuades i tidningen San Francisco Examiner den 26 augusti 1928 om sin tro. Där uttalade han sig som följer:
| ” | Jag tog till mig teorin om reinkarnation när jag var tjugosex. Religion gav mig inget fram till dess, inte ens arbetet skänkte mig full tillfredsställelse. Arbete är meningslöst om vi inte kan utnyttja den erfarenhet vi samlar i ett liv i nästa. När jag upptäckte reinkarnationen var det som om jag upptäckt en universell plan, jag förstod att det fanns en chans att förverkliga mina idéer. Tiden var inte längre begränsande. Jag var inte längre slav under klockan. Geni är erfarenhet. En del tror att det är en gåva eller en talang, men det är frukten av lång erfarenhet i många liv. En del är äldre själar än andra - därför vet de mer. Upptäckten av reinkarnation gjorde mig lugn till sinnet. Om ni publicerar detta uttalande, skriv så att det gör folk lugna till sinnet. Jag vill kommunicera till andra det lugn ett perspektiv över flera livstider ger. | „ |